# Professeur Nimbus
Pour les articles homonymes, voir Nimbus.
 (mars 2012).
Si vous disposez d'ouvrages ou d'articles de référence ou si vous connaissez des sites web de qualité traitant du thème abordé ici, merci de compléter l'article en donnant les références utiles à sa vérifiabilité et en les liant à la section « Notes et références ».
Le professeur Nimbus est le personnage d'un comic strip français « muet » en quatre images. Il est créé par André Daix (de son vrai nom André Delachanal) en 1934. Avec plus de 13 000 aventures sur près de 60 ans, le Professeur Nimbus est la série la plus publiée dans les quotidiens français, et la plus populaire.

## Description
Le professeur Nimbus est un homme chauve avec un seul cheveu en forme de point d'interrogation et des lunettes rondes. Ses aventures sont de courtes « blagues » d'un comique simple, souvent sous forme de comic strip.

## Historique
Le professeur Nimbus paraît pour la première fois dans le quotidien Le Journal en 1934, puis dans Le Matin, un journal collaborationniste, de 1943 à 1944 (avant 1943, ce sont Les aventures du Baron de Crésus qui paraissent dans Le Matin). En 1944, le personnage est mis en scène dans Nimbus libéré, un court métrage de propagande commandé par le régime de Vichy. Celui-ci dénonce les bombardements alliés et use de caricatures antisémites. Après la Seconde Guerre mondiale, accusé de collaboration, Daix arrête la bande dessinée et s'enfuit au Portugal puis en Amérique latine.
Dessiné par Léon d'Enden (Liov de son nom russe) pendant une grande partie des années 1950 et 1960, le personnage est repris pour Opera Mundi dans les années 1970-1980 par d'autres auteurs, signant tous sous le pseudonyme collectif de J. Darthel imaginé par Paul Winkler, dont Rob-Vel, Claude Seignolle, Paul Winkler lui-même, Lefort, Pierre Le Goff (qui demandera à Henri Dufranne de réaliser quelques bandes) jusqu'en 1991. L'œuvre a été publiée dans La Voix du Nord (en France) et dans La Meuse (en Belgique) ainsi que dans le quotidien Midi libre des années 1950 et le quotidien lyonnais Le Progrès jusque dans les années 1990.

## Albums
- André Daix, Encore Nimbus !, Hachette, 1937, 95 planches.
- André Daix, Nimbus en vacances, Hachette, 1938, 93 planches
- André Daix, Les Aventures du professeur Nimbus, 1934-1940, Futuropolis, collection Copyright, 1985.

## Réutilisations postérieures
Le professeur Nimbus est mis en scène dans Nimbus, Chef d'escadrille, par Jacques Pauliac. Ce récit, publié dans Le Journal du 6 novembre 1937, est accompagné d'un dessin d'André Daix :
« Des insignes à l'effigie du célèbre « Professeur Nimbus » furent, hier, remis par Le Journal aux pilotes de la base aérienne de Villacoublay [...] Nimbus, qui avait pris place à la droite du colonel de Drouas, soutint avec bonheur sa réputation de brillant convive [...] Le colonel de Drouas, en quelques phrases charmantes, pria son hôte de transmettre à la direction du « Journal » et au dessinateur Daix les remerciements enthousiastes de ses pilotes. »
Aujourd'hui[Quand ?], un professeur Nimbus désigne un scientifique farfelu, distrait ou gaffeur.

## Dans d'autres médias

### Littérature
- 1955 : Le secret des mayas de Henri Vernes, 12e aventure de Bob Morane. Au chapitre 3, Bob s'adresse ainsi à son ami le professeur Clairembard : « Vous auriez pu servir de modèle au professeur Nimbus (...). Nous sommes en pleine salade, et voilà que vous songez à votre Livre d'Or... »

### Cinéma
- 1944 : Nimbus libéré de Raymond Jeannin[4].
- 1994 : Stargate de Roland Emmerich, le colonel Jack O'Neil (interprété par Kurt Russell) prononce cette phrase adressée aux jeunes Abydotiens alors qu'il recherche le Dr Daniel Jackson (James Spader) : « Nimbus, ça ne vous dit rien, hein? Alors voilà, je suis à la recherche du professeur Nimbus... »

### Musique
La chanteuse Chantal Goya lui consacre une chanson en 1988.
Georges Brassens le cite à plusieurs reprises dans sa chanson Le Grand Pan.